# 自我毁灭行为

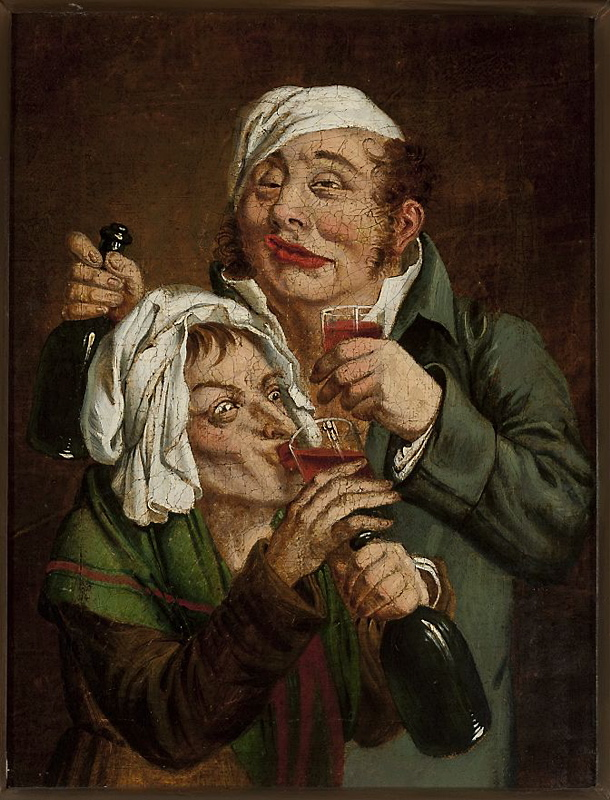
譬如酗酒就是一种自我毁灭行为。

自我毁灭行为，指任何对执行者自身有伤害，或者有潜在伤害的行为。
不少人都有过自我毁灭的行为。这种行为通常循序渐进、连贯，而最终、最极端的结果则是自杀。 自我毁灭行为可能是故意的，可能是由冲动引起的，或者也可能是由习惯导致的。不过，本术语更适用于那些致命，或是有成瘾性、成习惯性——进而导致致命的自我毁灭行为。自我毁灭行为通常与精神疾病有关，例如注意力缺陷多动障碍、 边缘型人格障碍或精神分裂症。  

## 起源
弗洛伊德和费伦齐意识到创伤性经历对儿童发展的影响时，于 1895 年首次研究了自我毁灭行为。他们注意到，在不健康的环境中长大的孩子更容易表现出，并参与到自我毁灭行为。
弗洛伊德的结论是：自我毁灭行为受一个人的自我/超我与“攻击性”的影响。受到的影响越大，破坏行为的强度也就越大。超我的主要因素是内疚感。例如，与酗酒的父母一起长大，会增加一个人的自我毁灭行为，原因可能是他们为自己无法给予父母所需的帮助而感到内疚，觉得父母的失败是自己造成的。随后，他们便使用伤害自己作为内疚和失败的因应。
弗洛伊德还指出，自我毁灭行为中的“攻击性”受个人动机的影响。文化和环境因素可以在其中发挥重要作用，社会因素也可以。假设一个孩子整个中学都被欺负，那么他摆脱痛苦的方法就是采取自我毁灭行为，例如自残、哭喊。
经过调查，弗洛伊德和费伦奇提出了一个假设：自我毁灭者那些“无法访问的幻想”才是令他们痛苦的原因，“而非记忆”。这意味着，由于难以采取实际行动，自我毁灭者往往会更想自我毁灭。
自我毁灭行为有许多不同的形式，因人而异。也就是说，每个人的超我和“攻击性”都是不同的。 

## 形式
当一个人压力过大时，自我毁灭行为可以用作一种因应。例如，面对紧迫的学业考试时，有的人可能会选择故意破坏他们的成果，而不是去应对压力。这样虽然会让自己的考试无法通过，但同时也消除了与之相关的焦虑。 
试图故意赶走身边的人也是自我毁灭的一种表现。比方说，有的人可能担心自己会“搞砸”一段关系。可他们非但不会去想办法处理这种恐惧，而是转为故意令对方讨厌、疏远，让对方先拒绝自己。 
其他更明显的自我毁灭行为有：进食障碍、酗酒、药物使用疾患、性成瘾、自残和企图自杀。 
自我毁灭行为的一个重要方面是无法处理因缺乏自信而产生的压力。比如在一段感情关系中，对方是否真的忠诚 ；在工作或学习中，完成任务/按时完成的可能性（“我怎么可能按时完成这个？”）。 自我毁灭的人通常缺乏更健康的因应，比如坚持个人界限等。因此，他们便更倾向于认为：表现出自己的无能是让自己摆脱需求的唯一方法。 
成功的人可能会自我毁灭地破坏掉自己的成就。这可能源于一种焦虑、德不配位的感觉，或者源于一种想再次“爬到顶峰”的冲动。 
人们通常认为自我毁灭行为是自残的同义词，但这么说并不准确。自残只不过是自我毁灭行为的一种极端表现形式。正如个人经历会影响自我毁灭行为的极端程度一样，自残行为也反映了这一点。总体而言，自残的影响因素包括个人经历和心理健康问题。 

## 原因
性虐待和身体虐待造成的童年创伤，以及父母照顾的中断，都与自我毁灭行为有关。 这种行为通常是缺乏健康的因应导致的。 由于对特定心理健康问题（如自我毁灭行为）的关注度不足，人们也难以获取可以帮助这类人的特定知识，甚至不会阻止他们的毁灭行为。
经历过某种形式的创伤（例如虐待或忽视）的人可能会出现心理问题，进而导致更严重的问题。除此之外，对关注的需求、对感知美好的需求最终也会导致这种行为。一个典型的例子就是吸毒或酗酒。在开始阶段，人们很容易就染上这些不健康的行为，因为这会给他们带来愉悦的感觉。然而，随着时间的推移，他们就会养成一种无法停止的习惯，美好的感觉也会更加轻易地消散。当这些感觉停止时，自我毁灭行为就会增强，因为他们无法为自己提供使精神或身体痛苦消失的感觉。 

## 变化阶段
扭转一个人的自我毁灭行为可能很困难，并且康复过程中也许会有若干个重要阶段。 例如普罗查斯卡和迪克曼特 (1982) 建立的康复疗程包括如下阶段：预沉思、沉思、准备、行动、维持和终止。 